# 曹利用
曹利用（？—1029年），字用之。曾與遼國簽定澶淵之盟。北宋大臣。
父曹諫，以明經得第，官至崇儀使。曹利用以父蔭補殿前承旨，升遷為鄜延路走馬承受公事。景德元年（1004年），契丹南侵，宋真宗御駕親征，亲驻澶州（今河南省濮阳市），曹利用與契丹人訂下澶淵之盟，以歲幣三十萬（每年白銀10萬兩、絹帛20萬匹）的價碼締結和約，獲得真宗賞識。累官至枢密使、同中书门下平章事，加左仆射兼侍中。
晚年恃功骄縱。天圣七年（1029年）正月二十五日，因其侄曹汭之罪牽連，降爲左千牛衛將軍，谪知随州（今湖北省随州市）。二月十四日，又因私贷景靈宮官钱，再贬为崇信军节度副使，赴房州（今湖北省房县）安置，流放途中為宦官楊懷敏言語所激，曹利用個性剛強，至襄阳驿，自缢死。

## 軼事
宋真宗告诉曹利用：“迫不得已的話，歲幣就是一百萬兩亦可！”。寇准知道後，指着曹利用怒罵：“超过三十万两，提你的人头来见我！”。最后，经过曹利用再三讨价还价，以白银十万两、绢帛二十万匹（宋太宗、真宗時期一匹絹帛約值一千文錢），订立澶渊之盟。曹利用回到大梁之后，真宗急问金额多少，曹利用不敢直说，只竖起3根指头，真宗以为是要賠三百万，大惊失声，脱口而出：“太多了！”过了一会又安慰曹利用道：“金额是太多了，但就此把事情了结也好！”待知道是一共三十萬时，皇帝如释重负，转忧为喜，对曹利用大加赏赐。

## 延伸阅读
[在维基数据编辑]
 《宋史·卷290》，出自脱脱《宋史》